# Sahti

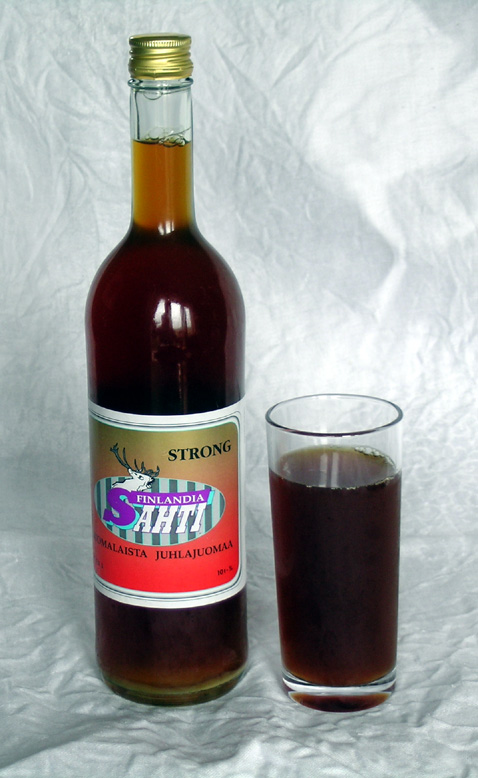
Finlandia Sahti, una marca de sahti finlandesa.

Sahti es una cerveza típica de Finlandia hecha de una variedad de cereales, malteados y no malteados, incluyendo cebada, centeno, trigo y avena; a veces se fermenta pan hecho a partir de estos granos en lugar de la malta en sí mismo. Tradicionalmente la cerveza se aromatiza con bayas de enebro, además de o en lugar de lúpulo; la mezcla se filtra a través de ramas de enebro empleando un canal en forma de barril llamado kuurna en finés. El sahti tiene un distintivo sabor a plátano, debido a que la levadura empleada produce acetato de isoamilo. El sahti es una cerveza de fermentación alta (ale), y mientras que tradiconalmente se ha empleado levadura de pan, también puede usarse levadura de cerveza en la fermentación.
El producto final es una cerveza turbia con sabores a levadura y fenólicos y un característico sabor similar al de la banana. El sahti tradicionalmente se elaboraba en casa pero en los últimos años existen versiones comerciales. El sahti fabricado de forma industrial generalmente tiene alrededor de 8 % de graduación alcohólica. En Finlandia, debido a su mayor porcentaje de alcohol, solo se vende en fábricas de sahti comerciales, pubs o las tiendas del monopolio estatal Alko (similar al Systembolaget noruego), no en mercados o tiendas de comestibles. El sahti debe almacenarse en frío hasta su consumo y, por tanto, no está disponible en todas las tiendas de la cadena Alko.
La etimología de la palabra sahti no está clara. Sin embargo, los lingüistas creen que posiblemente proviene de la palabra de origen germánico saf, que más tarde evolucionó en el escandinavo saft que significa jugo.

## Sahti en Finlandia
En Finlandia, el sahti tiene diferentes características dependiendo de qué parte del país se trate. A menudo es conocida como Tavastian en Häme (conocidas zonas de sahti, tales como Sysmä, Joutsa, Kuhmoinen y Lammi, están en Häme), pero también se hace en Finlandia del Sudoeste y en algunas partes de Finlandia Central. También hay cervezas similares en la isla sueca de Gotland (conocidas como Gotlandsdricka) y la isla estonia de Saaremaa (conocido como «Koduõlu» o «Taluõlu»). Cada dos años hay un Campeonato de elaboración de cerveza basada en enebro para homebrewers de estos tres países.

## Sahti en otros países
El sahti finlandés tiene la denominación geográfica protegida en Europa. En los Estados Unidos, los homebrewers y cervecerías recientemente se han interesado por el sahti; en 2008, Dogfish Head lanzó una cerveza llamada Sah'tea, una colaboración con el finlandés Juha Ikonen, que era un híbrido entre el Sahti tradicional y el té Chai. New Belgium Brewing Company de Colorado elabora una Sahti Ale. Samuel Adams también elabora una Sahti llamada "Norse Legend", y Off Color Brewing de Chicago recientemente ha comenzado a producir un sahti llamado "Bare Beer". Parallel 49 en Vancouver, Columbia británica lanzó su "Sahti Claus" para el Invierno de 2013. Elysian Brewing Co. en Seattle, WA ha producido un estilo de cerveza basado en el sahti con una adición de calabaza llamado "Kurpitsahti" o calabaza sahti, para su Great Pumpkin Beer Festival.

## Proceso de elaboración de cerveza
Tradicionalmente, el sahti se elaboraba usando un largo proceso de infusión de la malta que puede durar hasta seis horas, después el mosto es filtrado través de la kuurna. A diferencia de la mayoría de las cervezas tradicionales sahti el mosto va directamente desde la tina de filtrado al fermentador sin que llegue a hervir. Esto le da una vida útil relativamente corta y puede causar que se desarrolle algún sabor característico agria debido a la bacterias Lactobacillus,.

## Marcas comerciales de sahti
- Panimoravintola Beer Hunter's: Mufloni Sahti (de Pori)
- Finlandia Sahti y Finlandia Fuerte Sahti (de Sastamala)
- Hartolan Sahti, conocido como Krouvin Sahti y Punakallion Sahti.
- Hollolan Hirvi Kivisahti
- Huvila sahti (de Savonlinna)
- Joutsan Sahti
- Lammin Sahti (de Lammi)
- Tiinan Sahti (de Sysmä)
- Stadin Panimo: Stadin Sahti (de Helsinki)

## Marcas comerciales de sahti fuera de Finlandia
Ya que el término «sahti finlandés» está protegido geográficamente, técnicamente estas empresas simplemente deben denominar a su bebida sahti o sahti de estilo finlandés.
- Mad Scientist #19 de Sixpoint Brewing.
- Samuel Adams: Norse Legend sahti (de Boston, Massachusetts, EE. UU.).
- Dogfish Head Brewery: Sah'tea (de Milton, Delaware, U.S.A.) hecho con masala chai bayas de enebro.
- Sahti Ale - New Belgium Brewing Company (de Fort Collins, Colorado, U.S.A.).
- Parallel 49 Brewing Company "Sahti Claws".
- Sahti - Gambling Man Brewing Company, UK[5]
- Ale Apothecary - "Sahati," cerveza de fermentación mixta filtrada con kuurna y ramas de abeto rojo.
- Browar Pinta - "Koniec Świata" (en polaco «El fin del mundo», debe su nombre a que su fecha de lanzamiento supuestamente iba a ser el fin del mundo). Hecho con bayas y ramas de enebro.
- Bare Bear de Off Color Brewing.
- Kurpitsahti (Pumpkin Sahti) de Elysian Brewing Co..
- Pihtla Õlu de Pihtla õlleköök, Estonia.